# Cuca (Galați)
Cuca è un comune della Romania di 2 466 abitanti, ubicato nel distretto di Galați, nella regione storica della Moldavia.